# Great Dane HC
Great Dane HC, 2023 heter klubben London GD Handball Club är en handbollsklubb från London, bildad 1976. Great Dane HC spelade 2022 i Premier Handball League. Klubben har de sedan 2006 spelar i Challenge Cup.